# کارچان (اراک)
کارچان شهری است در بخش معصومیه شهرستان اراک در استان مرکزی کشور ایران.
این شهر در سال ۱۳۸۸ از روستا به شهر تبدیل شد و جمعیت آن در سال ۱۳۹۵ بالغ بر ۳۷۴۳ نفر بوده‌است.